# 山口剛史
山口 剛史（やまぐち つよし、1984年11月21日 - ）は、北海道空知郡南富良野町出身のカーリング選手。SC軽井沢クラブ所属。身長174cm、体重75kg。血液型B型。2018年平昌オリンピックカーリング競技男子日本代表。既婚。

## 経歴
南富良野町立落合小学校3年の時にカーリングを始め、同中学では夏はカヌーにも取り組んだ。富良野高校ではラグビー部に入り、2002年の全国高校選抜大会にフランカーで出場したが、1回戦で五郎丸歩を擁する佐賀工に0-146で敗れた。カーリングでは北海道代表として日本ジュニア選手権で優勝し、世界ジュニア選手権にも出場した。
カヌー日本代表を目指しカヌーの強豪である埼玉県の駿河台大学に進学し、大学1年で日本選手権に出場したが順位は2ケタ台。同じ種目に羽根田卓也（のちのリオ五輪銅メダル）がおり当時高校3年で日本選手権を制するなど活躍していたことから、カヌーを諦め青森大学に編入してカーリングに専念し、2005年にNPO法人SC軽井沢クラブに加入。ホームリンクの「軽井沢アイスパーク」に勤務し、ジュニア選手の育成にも取り組んでいる。
2015-16年シーズンからセカンドを担当。カーリングの日本男子として20年ぶりの五輪出場を決め、2018年平昌オリンピックに日本代表として出場した（結果は8位）。帰国後、第11回日本ミックスダブルス選手権にロコ・ソラーレの藤澤五月とペアを組んで出場し、予選から8戦全勝で優勝、日本代表として2018年世界ミックスダブルス選手権に出場した。2019年、第12回日本ミックスダブルス選手権に出場し、全勝で2年連続で優勝、2019年世界ミックスダブルス選手権に出場した。2023-2024シーズンは上野美優と組む。

## 人物・プレースタイル
- 南富良野町の中心から約10km、人口約180人の落合集落で生まれ、小中学校時代は1学年4人しかいなかったが、その中に目黒萌絵と寺田桜子がおり、同級生4人中3人がオリンピック選手となった[10]。
- 妻はSC軽井沢クラブの長岡はと美コーチの娘。かつてはスピードスケートの選手として小平奈緒らと全国レベルで競い合い、現在はピラティストレーナーとして夫のトレーニング指導も行っている[11][12]。
- 「ニッポンをスイープ大国に」をモットーにして筋トレに励む「筋肉部」の部長を務める[13]。部員にはフォルティウス所属の小野寺佳歩、近江谷杏菜、元北海道コンサドーレ札幌カーリングチーム所属の谷田康真がいる。
- 得意技は相手の石をはじくテイクアウトと日本で最もパワフルだと評される力強いスイープ[3][14]。

## チーム
一緒にカーリングチームを組んだ選手。

### 4人制男子
| シーズン | スキップ | サード   | セカンド | リード   | リザーブ          | 主な大会                       |
| -------- | -------- | -------- | -------- | -------- | ----------------- | ------------------------------ |
| 2001–02  | 村上幸宏 | 山口剛史 | 表周一郎 | 加藤智也 | 獅畑和樹          | WJCC 2002                      |
| 2004–05  | 村上幸宏 | 山口剛史 | 加藤智也 | 獅畑和樹 |                   | PJCC 2005                      |
| 2005–06  | 両角友佑 | 山口剛史 | 佐藤正徳 | 中里陽一 | 両角公佑          | PJCC 2006                      |
| 2006–07  | 両角友佑 | 佐藤正徳 | 中里陽一 | 山口剛史 |                   |                                |
| 2006–07  | 両角友佑 | 山口剛史 | 佐藤正徳 | 清水徹郎 | 荻原諒            | WUG 2007                       |
| 2007–08  | 両角友佑 | 山口剛史 | 清水徹郎 | 両角公佑 | 松村雄太          | PCC 2007                       |
| 2008–09  | 両角友佑 | 山口剛史 | 清水徹郎 | 両角公佑 | 佐藤恵太          | PCC 2008, WMCC 2009            |
| 2009–10  | 両角友佑 | 山口剛史 | 清水徹郎 | 両角公佑 | 佐藤勇人          | PCC 2009                       |
| 2010–11  | 両角友佑 | 山口剛史 | 清水徹郎 | 両角公佑 |                   |                                |
| 2011–12  | 両角友佑 | 山口剛史 | 清水徹郎 | 両角公佑 |                   |                                |
| 2012–13  | 両角友佑 | 山口剛史 | 清水徹郎 | 両角公佑 | 清水芳郎          | PCC 2012, WMCC 2013            |
| 2013–14  | 両角友佑 | 山口剛史 | 清水徹郎 | 両角公佑 | 阿部晋也          | PCC 2013, OQE 2013, WMCC 2014  |
| 2014–15  | 両角友佑 | 山口剛史 | 清水徹郎 | 両角公佑 | 松村雄太          | PCC 2014, WMCC 2015            |
| 2015–16  | 両角友佑 | 山口剛史 | 清水徹郎 | 両角公佑 | 平田洸介 谷田康真 | PCC 2015, WMCC 2016            |
| 2016–17  | 両角友佑 | 山口剛史 | 清水徹郎 | 両角公佑 | 平田洸介          | PACC 2016, AWG 2017, WMCC 2017 |
| 2017–18  | 両角友佑 | 山口剛史 | 清水徹郎 | 両角公佑 | 平田洸介          | PACC 2017, OG 2018             |
| 2018–19  | 山口剛史 | 小泉聡   | 大野福公 | 金井大成 | 栁澤李空          | KICC 2018                      |
| 2019–20  | 山口剛史 | 栁澤李空 | 小泉聡   | 大野福公 | 金井大成          | KICC 2019                      |
| 2020–21  | 山口剛史 | 栁澤李空 | 小泉聡   | 大野福公 | 金井大成          | JCC 2021                       |
| 2021–22  | 栁澤李空 | 山口剛史 | 山本遵   | 小泉聡   |                   | JCC 2022                       |
| 2022–23  | 栁澤李空 | 山口剛史 | 山本遵   | 小泉聡   |                   | JCC 2023                       |
| 2023–24  | 栁澤李空 | 山口剛史 | 山本遵   | 小泉聡   |                   | JCC 2024                       |
| 2024–25  | 栁澤李空 | 山口剛史 | 山本遵   | 小泉聡   |                   | JCC 2025                       |

### ミックスダブルス
| シーズン | 女性     | 男性     | 備考       |
| -------- | -------- | -------- | ---------- |
| 2017–18  | 藤澤五月 | 山口剛史 | WMDCC 2018 |
| 2018–19  | 藤澤五月 | 山口剛史 | WMDCC 2019 |
| 2019–20  | 藤澤五月 | 山口剛史 | JMDCC 2020 |
| 2020–21  | 藤澤五月 | 山口剛史 | JMDCC 2021 |
| 2022–23  | 藤澤五月 | 山口剛史 | JMDCC 2023 |
| 2023-24  | 上野美優 | 山口剛史 | JMDCC 2024 |

## 成績

### 日本代表
- 平昌オリンピック（8位／2018年）
- 世界男子カーリング選手権（4位／2016年、5位／2014年、6位／2015年、7位／2017年、10位／2009年、11位／2013年）
- 世界ミックスダブルス選手権（5位／2018年–2019年[6][8]）
- ユニバーシアード（5位／2007年[41]）
- パシフィックアジアカーリング選手権（優勝／2016年、準優勝6回／2008年 - 2009年、2012年 - 2015年、3位／2017年、4位／2007年）
- パンコンチネンタルカーリング選手権（4位／2022年）
- パシフィックジュニアカーリング選手権（準優勝／2006年）
- ウィンターゲームズ（優勝／2013年）
- アジア冬季競技大会（準優勝／2017年）

### クラブチーム
- 日本カーリング選手権（優勝11回／2007年 - 2009年、2013年 - 2017年、2022年 - 2023年、2025年、準優勝4回／2006年、2010年、2012年、2024年）
- 日本ジュニアカーリング選手権大会（優勝2回／2005年[注釈 1]）
- 軽井沢国際カーリング選手権大会（優勝4回／2011年 - 2012年、2017年、2022年、3位／2016年）
- アドヴィックスカップ（優勝／2015年、準優勝／2016年、3位／2014年、4位／2017年）
- どうぎんカーリングクラシック（準優勝2回／2015年、2017年、3位／2016年）

### その他
- 日本ミックスダブルスカーリング選手権大会（優勝／2018年 - 2019年[5][7]、準優勝／2020年[40]）